# Fiat 500 (2007)
A Fiat 500 (Tipo 312) egy háromajtós, ferde hátú, négyszemélyes, orrmotoros, elsőkerék-meghajtású kiskategóriás autó, melyet a Fiat gyárt 2007 óta. A 2009-ben kabrió változatban is bemutatott kocsi még nem esett át generációváltáson, de a 2016-os modellévben némileg felfrissítették a megjelenését.

## Története

### Tervezés
Az autó alapjául a 2004-es, Roberto Giolito által tervezett Fiat Trepúnio 3+1 tanulmányautó szolgál, mely az 1957-ben bemutatott Fiat 500 stílusjegyeit viselte magán, modernizált formában. A Bambino becenevű korai 500-at Dante Giacosa tervezte és 18 éves gyártási periódusa alatt (1957–1975) több, mint négymillió darabot adtak el belőle. A kocsi elődjével ellentétben elsőkerék-meghajtású lett. Az elsőkerék-hajtás ma ismert technikája egyébként szintén Giacosa nevéhez fűződik, akinek 1964-es terveit azóta kisebb-nagyobb változtatásokkal szinte minden autógyártó átvette. Az új Fiat 500 a végleges formáját Frank Stephenson kezei alatt érte el.
A Fiat 2006. május 5-én jelentette be hivatalosan az új 500 érkezését, az első hivatalos képek pedig 2007. március 20-án jelentek meg róla. A bemutatóra 250 ezer ember előtt került sor, 30 különböző olasz városban, 2007. július 4-én.
A modellt Tychyben, Lengyelországban és Tulucában, Mexikóban gyártják és világszerte több, mint 100 országban árusítják. Többek között az Egyesült Államokban is, ahol 27 év szünet után ezzel az autóval tért vissza a Fiat a piacra. 2012-ben elkészült az egymilliomodik új Fiat 500-as, 2015-ben, a gyártás nyolcadik évében pedig a darabszám elérte a másfélmilliót. A kocsi időközben több, mint 40 rangos autóipari és egyéb formatervezési díjat is elnyert, a CAR Magazine 2007-ben például az év autójának választotta, míg 2009-ben a világ legszebb autójának járó díjat is megkapta.

### Fejlesztés

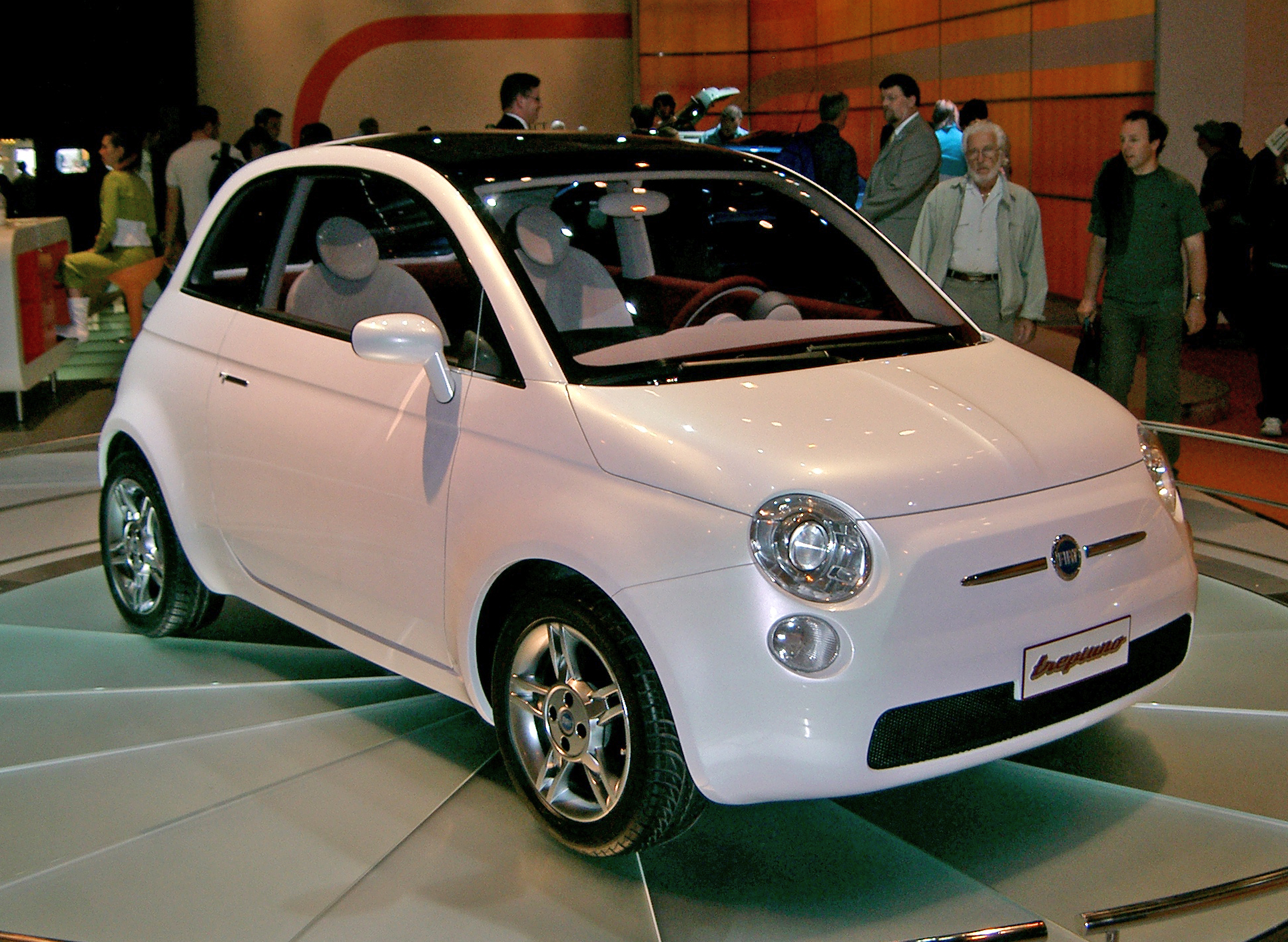
Az alapul szolgáló Trepiúno tanulmányautó 2005-ben

A Smart Fortwo bemutatása után nagy népszerűségre tett szert, különösen Olaszországban, ezért a Fiat úgy döntött, megpróbálja visszaszerezni korábbi vezető helyét a kisautók piacán, és belefog egy olyan modell megtervezésébe, mely a Fortwo közvetlen riválisa lehet, és többet kínálhat a vásárlóknak a mindössze kétszemélyes járműnél.
Az új 500 alapjául szolgáló tanulmányautó, a Trepiúno 2004-ben, a 74. Genfi Autószalonon került bemutatásra. A kocsi formatervét Roberto Giolito tervezte, ügyelve arra, hogy hasonlítson az 1957-ben bemutatott Fiat Nuova 500-ra.
A Trepiúno név a "tre", "piú" és "uno" olasz szavakból jött létre, és három plusz egyet jelent, arra utalva, hogy az utasteret három felnőtt és egy gyerek utasra méretezték. A tervezőgárda modern, helytakarékos, vékony anyagok felhasználásával elérte, hogy az első utas előrébb foglaljon helyet, hogy mögötte elférjen még egy felnőtt. A gyerek utas számára a vezetőülés mögött volt hely.
A tanulmányautót Frank Stephenson alakította át sorozatgyártásra alkalmas formába, a kész modell bemutatására 2007-ben került sor. Stephenson elmondása szerint az aerodinamikai tényezők különösen fontos szerepet játszottak az autó tervezésekor. Kizárólag ez az oka annak, hogy a tető hátuljára egy kis légterelő került, ezzel ugyanis 0,40-ről 0,32-re sikerült csökkenteni a kocsi légellenállási együtthatóját.

## Modellváltozatok
A hagyományos, háromajtós ferde hátú mellett több változatban is megvásárolható a Fiat 500. Ezek közé tartozik az 500C nevű kétajtós kabrió, az elektromos meghajtású 500e, valamint a gyárilag tuningolt Abarth 500. Ezek a világ számos országában különböző felszereltségi csomagokkal vásárolhatók meg, ilyen például a Turbo, a Sport vagy a Pop Star.

### 500C (2009–)
Az 500C-t a 2009-es Genfi Autószalonon mutatták be. Nevében a C a Cabrio szó rövidítése. Az autó különlegessége, hogy csak a tető középső része nyitható, ugyanúgy, mint az 1957-es Fiat Nuova 500, a Nissan Figaro vagy a Citroën 2CV esetében.
Az 500C oldala teljesen megegyezik a hagyományos ferde hátú változatéval, azaz a tervezők megőrizték az ajtókereteket, a tetőoszlopokat és az oldalablakokat is, ezzel merevebbé téve a karosszériát. Emellett az oldal- és függönylégzsákok is megmaradtak, melyek a hagyományos kabriókból hiányoznak. Mindez azonban azzal az áldozattal jár, hogy az 500C kevésbé ad nyitott érzetet, mint a teljesen lehajtható tetejű kabriók.
Ez a változat 40 kg-mal nehezebb, mint a hagyományos háromajtós, ehhez hozzájárul többek között az, hogy a szélvédő hosszabb, megerősített felső kereszttartóval, a műszerfal mögötti kereszttartó szintén erősebb, mint a zárt tetős variánsban. Ezen felül hátulra egy külön tartó is került a lehajtott tetőnek, további merevítést kaptak a B-oszlopok, és ugyanolyan hátsó keresztstabilizátor került bele, mint a sportosabb Abarth variánsba.
Maga a tető két rétegből áll, három részre hajlik össze és elektronikusan nyitható. Tartozik hozzá egy beépített, megegyező színű légterelő, működő pótféklámpával, hátsó ablaka pedig valódi, fűtőszálakkal ellátott üveg. A zárton kívül háromféle állása van, lenyitható kizárólag az első utasok fölött, lenyitható mind a négy utas fölött (a légterelő ilyenkor a helyén marad), valamint teljesen, amikor a tető a hátsó fejtámlák mögött összehajtódik. A nyitás a kulcsban lévő távirányítóról vagy a tetővilágítás melletti gombokkal irányítható és jóval nagyobb sebességeknél is megoldható, mint a hagyományos kabriók esetében. Az első két nyitási fázist csaknem 100 km/h-ig, a harmadikat pedig 80 km/h-ig engedélyezi az elektronika. A tető fekete, bézs és vörös színekben rendelhető.
A kocsi csomagtere alaphelyzetben mindössze 153 liter, ami 255 literre növelhető az 50:50 arányban osztott hátsóülések lehajtásával, de ez is bőven elmarad a ferde hátú által kínált 663 litertől, lehajtott ülésekkel. Ha a tető teljesen lenyitott állapotban van, a csomagtartófedél kinyitásakor kissé megemelkedik a csomagtérhez való jobb hozzáférhetőség érdekében. A korlátozott hátsó kilátás miatt az autó hátuljába egy ultrahangos parkolássegítő rendszer került, mely hangjelzéssel figyelmezteti a vezetőt, ha túl közel tolat valamihez.

### Abarth 500 (2008–)

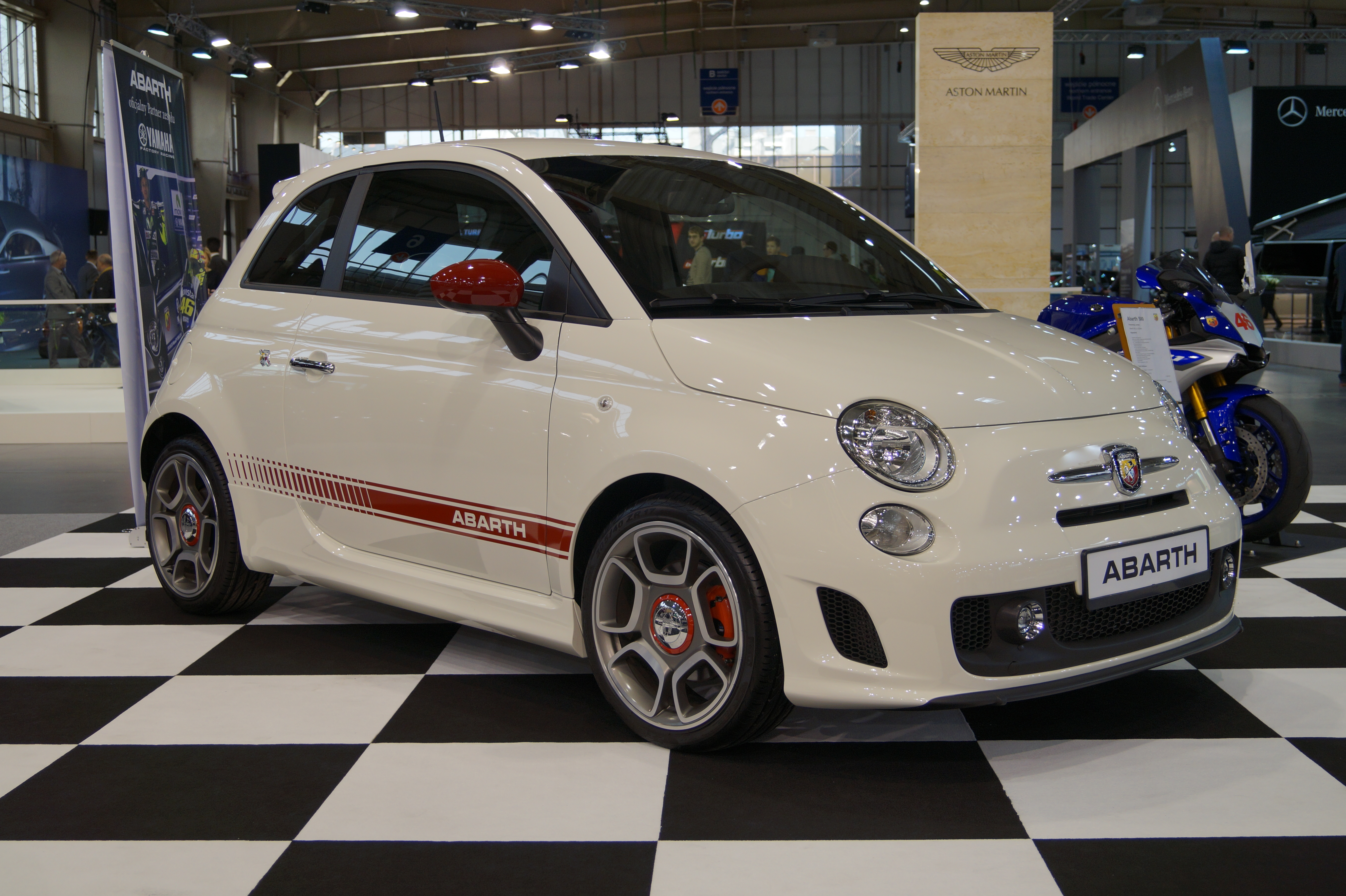
Abarth 500

Az Abarth 500 a Fiat 500 gyárilag tuningolt változata, melyet a Fiat modellek sportváltozatait gyártó Abarth cég készít. A kocsit a 78. Genfi Autószalonon mutatták be, egy évvel az Abarth márka és vállalat újjászületése után. Minden modellváltozatba az 1,4 literes, soros négyhengeres Fire benzinmotor turbófeltöltős, töltőlevegő-hűtővel (intercooler) ellátott variánsa kerül.
Az 1,4 literes motor az IHI RHF3-P turbónak köszönhetően 133 lóerős (99 kW) teljesítmény leadására képes 5500-as fordulatszámon, nyomatéka pedig 180 Nm (sport módban 206 Nm), 3000-es fordulaton. A kocsiba emellett ötsebességes C510 sebességváltó kerül, alacsonyabb a futóműve, mint a hagyományos változaté, sportos hangolású elektronikus szervokormánnyal és 6,5 x 16 colos könnyűfém felnikkel, 195/45 R16-os gumikkal és négy tárcsafékkel szerelik, melyek közül az első kettő hűtőbordás. A belső térbe került egy töltőnyomás-mérő műszer, egy sebességváltásra figyelmeztető berendezés, alumínium pedálok, valamint Blue&Me MAP infotainment rendszer, telemetriával és navigációval.
Az 500C kabrióból is készült Abarth változat, mely a 2010-es Genfi Autószalonon került bemutatásra. Ez 205 km/h-s végsebességre képes és 8,2 másodperc alatt gyorsul nulláról száz kilométerperórára.

### Fiat 500e (2013–)
Az elektromos hajtású 500e a Fiat 500 Elettra tanulmányautón alapszik. A jármű először a 2012-es Los Angeles-i, majd a 2013-as Frankfurti Autószalonon mutatkozott be az érdeklődők előtt. Az első szállítmányok 2013 júliusban érkeztek meg Kaliforniába, az év végéig körülbelül 645 darab talált gazdára az Egyesült Államok teljes területén. A szállítások és az eladások tovább folytatódnak ott, ahol az adott államok szabályai megkövetelik a zéró károsanyag-kibocsátású járművek árusítását, de a Fiat-Chrysler nem tervezi az európai bevezetést.

#### Műszaki jellemzők

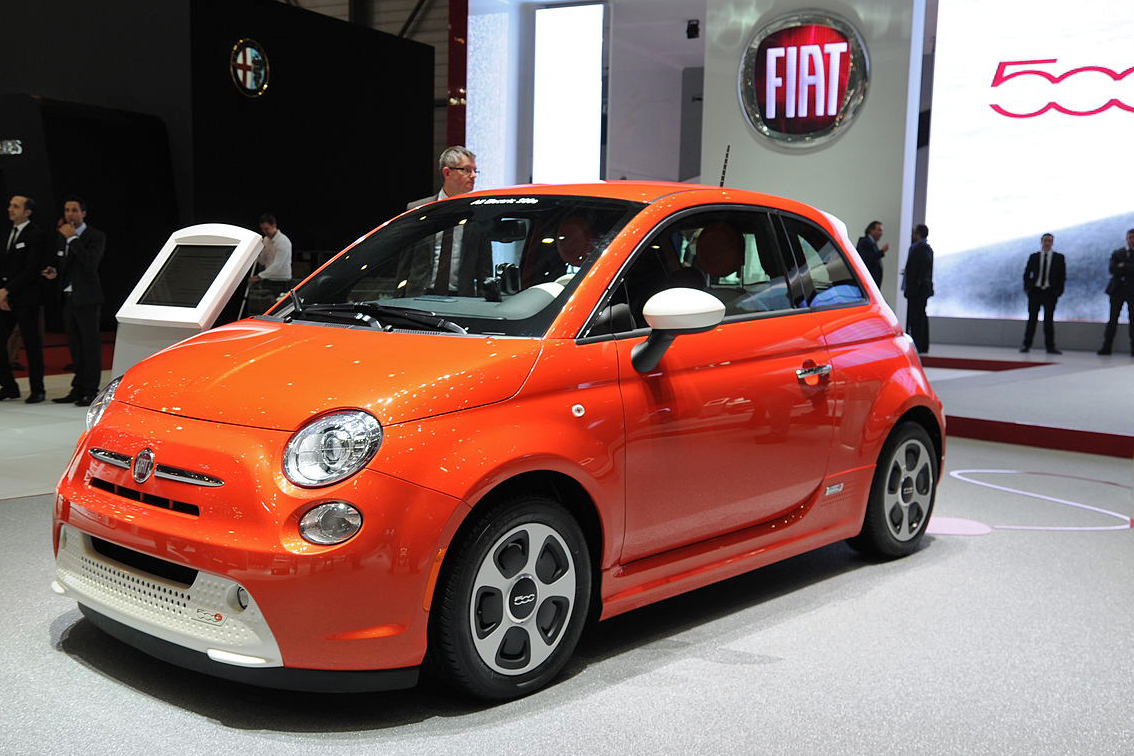
Fiat 500e

Az 500e-t egy 111 lóerős (83 kW), 199 Nm-es nyomatékú állandó mágneses, háromfázisú szinkron villanymotor hajtja. A hozzá tartozó 24 kWh-s, folyadékhűtéses és -fűtéses lítiumion-akkumulátor a Chrysler szerint vegyes használat mellett 130 km-es (80 mérföld), városban pedig 160 km-es (100 mérföld) hatótávolságot biztosít neki. The official U.S. Environmental Protection Agency (EPA) range is 87 mi (140 km). Az Amerikai Környezetvédelmi Hivatal (EPA) által hivatalosan megállapított hatótáv 140 km, azaz 87 mérföld. A 2. szintű, 240 voltos beépített töltőberendezésnek köszönhetően a teljes feltöltés ideje kevesebb, mint négy óra. Az ötszakaszos tesztelés során az EPA arra az eredményre jutott, hogy az 500e energiahatékonysága egy belső égésű motorhoz hasonlítva 2,0 l/100 km-nek felel meg vegyes használat során, míg városban ez a szám 1,9 l/100 km, autópályán 2,4 l/100 km lenne.
A formatervezők és mérnökök komoly erőfeszítéseket tettek azért, hogy az 500e-t még áramvonalasabbá tegyék, anélkül, hogy komolyabban meg kellene változtatni a hagyományos Fiat 500 jól ismert karosszériáját. A tervezőasztalnál és a szélcsatornában eltöltött órák meghozták az eredményüket, a 2013-as Fiat 500 Lounge modell 0,359-es légellenállási együtthatóját sikerült 0,311-re csökkenteni az 500e esetében, ami 5 mérföldes (8 km) növekedést jelentett a hatótávolság szempontjából. Az eredmény eléréséhez nyolc kisebb változtatásra volt szükség az autó külsején. Ezek közé tartozott az első légbeömlő nyílások lezárása, az első és hátsó rész, valamint a hátsó légterelő minimális módosítása és sík takaróelemek elhelyezése a kocsi alján.
A Fiat az 500e belsejét retro-futurisztikusként írja le, a klasszikus formák és a legmodernebb technológia ötvözése miatt. Az autóhoz saját mobil alkalmazás is tartozik, mely folyamatosan tájékoztatja a tulajdonost a járművel kapcsolatos fontos információkról. A kormánykerék mögött a hagyományos sebességmérő helyett egy 7 colos TFT kijelző található, mely a hagyományos funkciók mellett az aktuális töltöttségi állapotról és az így megtehető távolságról is tájékoztatja a vezetőt. Továbbá ez az elektronikus jármű-információs központ (EVIC) kijelzője is, melyben többek között a fedélzeti számítógép által küldött információk, a guminyomás és az autó egyéb állapotüzenetei is megtalálhatók. Emellett a műszerfal tetejére került még egy 4,3 colos érintőképernyős kijelző is, mely a Blue&Me infotainment rendszerhez tartozik. Ez beépített TomTom navigációval és hangvezérlés funkcióval készül.

#### Árazás

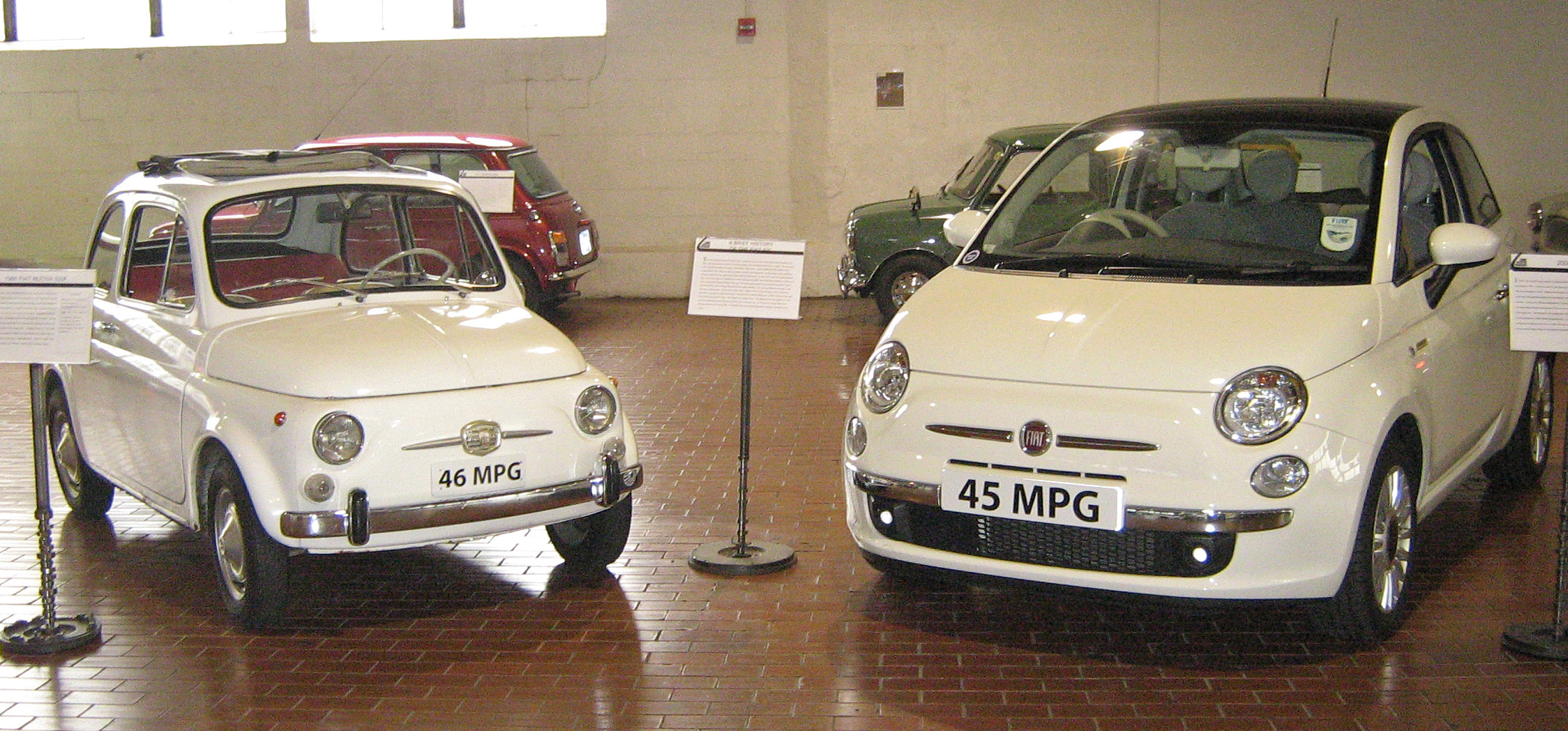
Egymás mellett egy 1966-os Fiat Nuova 500F és egy 2007-es Fiat 500

A Fiat 500e alapára 32 500 dollár (~9,2 millió forint), melybe beletartozik a 700 dolláros (~200 000 forint) szállítási díj is, a különböző, a kormány által az elektromos járművekre biztosított kedvezmények azonban nem. Lízing esetén az autó 999 dolláros (~282 000 forint) önerővel elhozható, 36 hónapos futamidőre, havi 199 dolláros (~56 000 forint) részletfizetéssel. Ezek a lízing feltételek megegyeznek azzal, amit egy benzinmotoros Fiat 500 Pop modellre lehet kapni.
Az elektromos járművek korlátozott hatótávolsága és a hosszadalmas töltési folyamat továbbra is komoly visszafogó erő az ilyen autók elterjedésében. Ezért 2013 áprilisában a Fiat észak-amerikai részlege kidolgozott egy tervet, melynek keretein belül az 500e tulajdonosok évente 12 napig ingyen bérelhetnek belső égésű motorral szerelt autókat, a vásárlástól számított első három évben. Az ePass program értelmében a vásárláskor az 500e tulajdonosok számára a Fiat nyit egy számlát, melyre elegendő pontot tölt ahhoz, hogy az 12 ingyenes autókölcsönzésre elegendő legyen az Enterprise Holdings hatáskörébe tartozó kölcsönzőkben. A Fiat ezt a kártyát évente újratölti, az első három évben. A kártyával alapesetben Fiat 500L, Dodge Dart vagy Chrysler 200 típusú személyautók bérelhetők, de bizonyos feltételek mellett egyterűek vagy pick-upok kölcsönzésére is beválthatók a pontok.

#### Visszahívások
2013 augusztusában a Chrysler elrendelt egy visszahívást, melynek során az 500e-k féltengelyeit rögzítő csavarokat cserélték ki. A visszahívás az 500e elektromos hajtásláncát nem érintette, és mindössze 291 autóra vonatkozott, melyek egy része ekkor még a kereskedőknél volt. Minderre amiatt volt szükség, mert egy tulajdonos jelentős teljesítménycsökkenésről számolt be, az ezzel kapcsolatos vizsgálat pedig megállapította, hogy az összeszerelés során két lépés nem megfelelően lett elvégezve, ami lehetővé tette a féltengelyek kilazulását. A garanciális javítás idejére a tulajdonosok ingyenes autóbérlési lehetőséget kaptak.

## 2016-os ráncfelvarrás

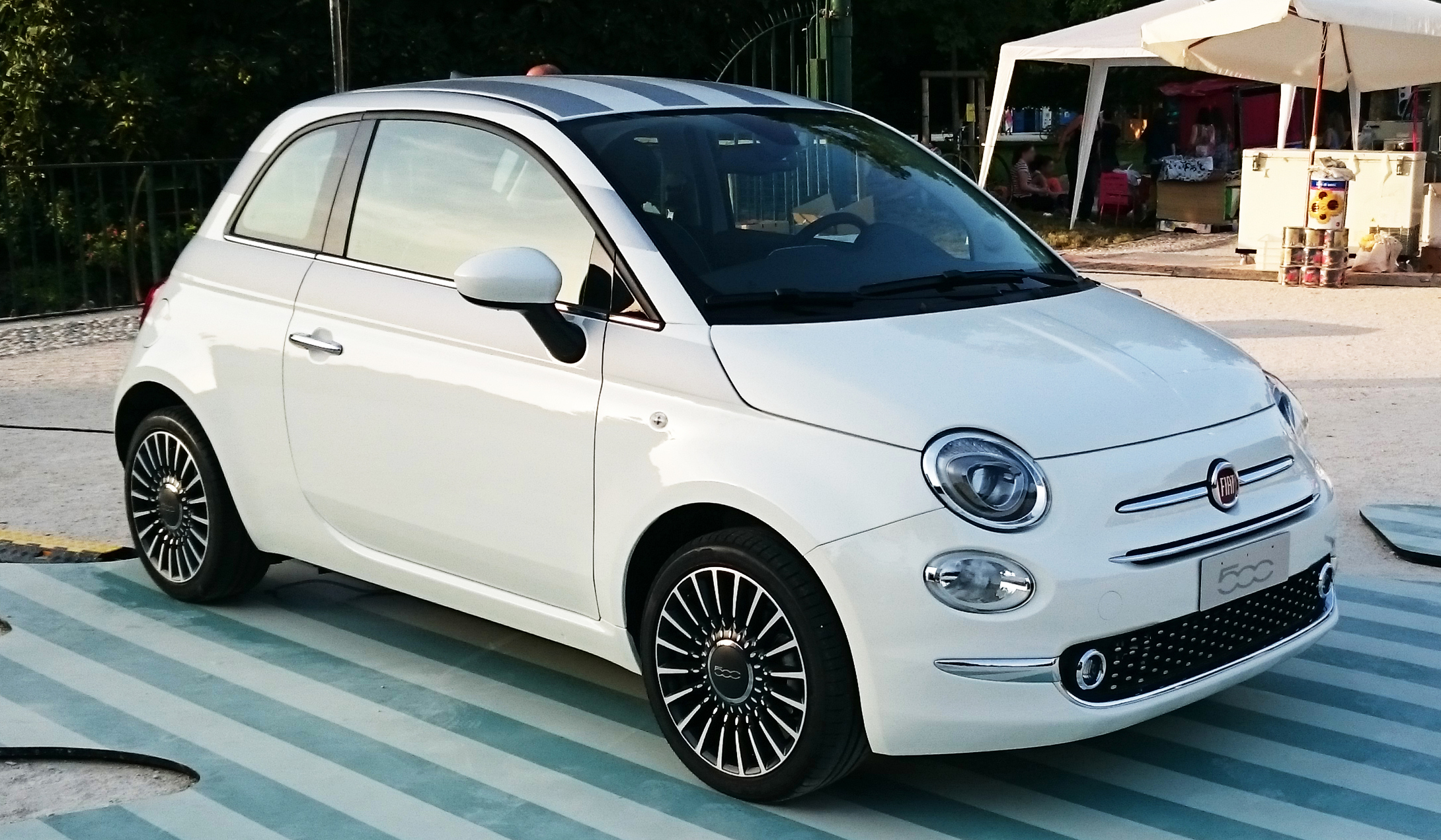
A ráncfelvarrás utáni változat

2016-ra a Fiat 500 és az 500C némileg megújult kinézetet kapott. Ebbe beletartozik az átalakított hűtőrács, a modernebb fényszórók, beépített LED-es nappali menetfénnyel, átdolgozott 15 és 16 colos felnikkel és egy új rendelhető fényezéssel. A hátsó lökhárító krómcsíkjába ködlámpák kerültek, és a hátsólámpák is LED-es izzókat szereltek. Belül a kezelőszervek és a kormánykerék is kisebb átalakításon estek át. Európában az autó háromféle motorral rendelhető: 1,2 literes benzines, valamint egy 0,9 literes Twin Air benzines, 85 és 105 lóerős változatban. Ezek közül mindegyik megfelel az Euro 6-os normáknak.

## Műszaki jellemzők

### Motorok
A Fiat a modell bemutatásakor két Euro 5-ös motorral kínálta az autót. Az egyik egy 1,3 literes MultiJet dízel volt, részecskeszűrővel ellátva, a másik pedig egy 1242 cm³-es, 69 lóerős benzinmotor. Mindkettő jelentősen nagyobb teljesítményre képes, mint korábban az eredeti Fiat 500 és a Fiat Cinquecento.
A 2010-es Genfi Autószalonon bemutattak egy újabb motort a Fiat 500-hoz, egy 875 cm³-es, 84 lóerős, turbós kéthengeres TwinAirt, melynek a sorozatgyártása 2011-ben kezdődött meg. 2011-ben megkapta az év legjobb motorjának járó díjat, a Fiat pedig a világ "legzöldebb" benzinmotorjaként emlegette a károsanyag-kibocsátási teszteken elért eredményei miatt.
Később ugyanennek a TwinAir motornak megjelent egy szívó változata, nagyobb lökettérfogattal (964 cm³) és sűrítési aránnyal, mely 59 lóerős (44 kW) teljesítmény leadására képes. Ezt azonban csak néhány országban, például Hollandiában hozták forgalomba. 2013-ban, a Frankfurti Autószalonon bemutatkozott a turbófeltöltős TwinAir egy újabb variánsa, 104 lóerővel.
| Modell                                 | Motortípus                           | Teljesítmény @ford.     | Nyomaték @ford.                               | 0–100 km/h (mp) | Végsebesség   | Co2 kibocsátás (g/km) | Megjegyzés(ek)                  |
| Benzinmotorok                          | Benzinmotorok                        | Benzinmotorok           | Benzinmotorok                                 | Benzinmotorok   | Benzinmotorok | Benzinmotorok         | Benzinmotorok                   |
| -------------------------------------- | ------------------------------------ | ----------------------- | --------------------------------------------- | --------------- | ------------- | --------------------- | ------------------------------- |
| TwinAir 60                             | 964 cm³, soros kéthengeres           | 59 LE (44 kW) @6250     | 88 Nm @3500                                   | 15,0            | 159 km/h      | 88                    |                                 |
| 1.2 8v                                 | 1242 cm³, soros négyhengeres         | 66 LE (51 kW) @5500     | 102 Nm @3000                                  | 12,9            | 160 km/h      | 119                   | start-stop rendszerrel 113 g/km |
| 1.4 16v                                | 1368 cm³, soros négyhengeres         | 99 LE (74 kW) @6000 rpm | 131 Nm @4250 rpm                              | 10,5            | 182 km/h      | 149                   |                                 |
| 0.9 TwinAir Turbo 85                   | 875 cm³, soros kéthengeres, turbós   | 84 LE (63 kW) @5500     | 145 Nm @1900                                  | 11,0            | 173 km/h      | 95                    | Dualogic váltóval 92 g/km       |
| 0.9 TwinAir Turbo 105                  | 875 cm³, soros kéthengeres, turbós   | 104 LE (77 kW) @5500    | 145 Nm @2000                                  | 10              | 188 km/h      | 99                    |                                 |
| 1.4 L 16v Multiair                     | 1368 cm³, soros négyhengeres         | 101 LE (75 kW) @6500    | 133 Nm @4000                                  | 9,7             | 177 km/h      | ?                     | Észak-amerikai változat (2012-) |
| 1.4 Turbo Multiair (Észak-Amerika)     | 1368 cm³, soros négyhengeres, turbós | 135 LE (101 kW)         | 150 Nm                                        | ?               | ?             | ?                     |                                 |
| Abarth                                 | 1368 cm³, soros négyhengeres, turbós | 133 LE (99 kW) @5500    | 180 Nm (normál mód), 206 Nm (sport mód) @3000 | 7,9             | 205 km/h      | 155                   | [ 44 ]                          |
| Abarth Esseesse, Abarth 595            | 1368 cm³, soros négyhengeres, turbós | 158 LE (118 kW) @5750   | 206 Nm (normál mód), 230 Nm (sport mód) @3000 | 7,4             | 211 km/h      | 155                   | [ 45 ]                          |
| Abarth (Észak-Amerika, manuális váltó) | 1368 cm³, soros négyhengeres, turbós | 160 LE (119 kW) @5500   | 230 Nm @2500-4000                             | 6,6             | 204 km/h      | ?                     | 2012-től                        |
| Abarth (Észak-Amerika, automata váltó) | 1368 cm³, soros négyhengeres, turbós | 157 LE (117 kW) @5500   | 248 Nm @2500-4000                             | ?               | ?             | ?                     | 2015-től                        |
| Abarth Assetto Corse                   | 1368 cm³, soros négyhengeres, turbós | 200 LE (150 kW) @6500   | 300 Nm @3000                                  | ?               | ?             | ?                     |                                 |
| Dízelmotorok                           |                                      |                         |                                               |                 |               |                       |                                 |
| 1.3 16v Multijet                       | 1248 cm³, soros négyhengeres, turbós | 74 LE (55 kW) @4000     | 145 Nm @1500                                  | 12,5            | 165 km/h      | 110                   |                                 |
| 1.3 16v Multijet II                    | 1248 cm³, soros négyhengeres, turbós | 94 LE (70 kW) @4000     | 200 Nm @1500                                  | 10,7            | 180 km/h      | 104                   | 2010-től                        |

### Biztonság

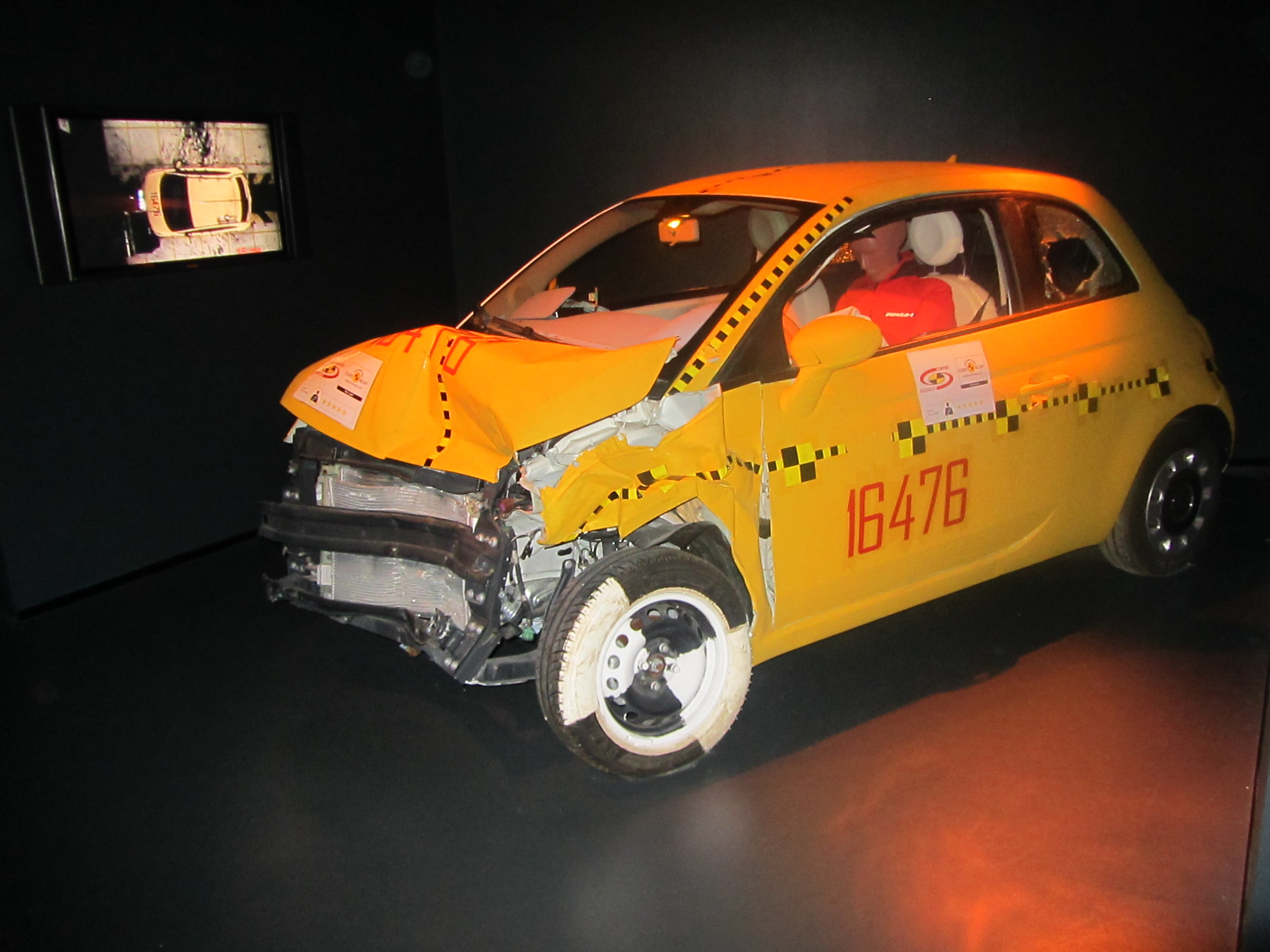
Az Euro NCAP teszten összetört darab

Minden Fiat 500 modellben hét légzsák van, emellett felszerelhetők ABS-szel, ESP-vel, ASR-rel, hidraulikus fékrásegítővel és visszagurulás-gátlóval. A kocsi a maximálisan elérhető ötcsillagos értékelést kapta az Euro NCAP törésteszten, ezzel a Mini után a második legrövidebb autó lett, mely megkapta ezt a minősítést.
A kocsi a következő eredményekkel zárta az Euro NCAP teszteket:
| Teszt         | Eredmény | Pontszám |
| Felnőtt utas: | 5/5      | 35       |
| Gyermek utas: | 3/5      | 28       |
| Gyalogos:     | 2/4      | 14       |

Az Európában elért kedvező teszteredmények ellenére egy amerikai biztosítótársaság a Fiat 500-at a legrosszabb autónak nevezte az utasokat érő sérülések szempontjából, amikor egy tanulmányt írt a személyi sérülések elleni védelemről, valamint a gyógykezelések költségeiről és az ezekkel járó kifizetésekről.
A szintén amerikai IIHS (Biztosítási Intézet az Autópályák Biztonságáért) "Gyenge" értékelést adott a modell biztonságára kis felületen történő frontális ütközésnél.
| Kategória                          | Értékelés |
| ---------------------------------- | --------- |
| Közepes felületű frontális ütközés | Jó        |
| Kis felületű frontális ütközés     | Gyenge    |
| Oldalirányú ütközés                | Jó        |
| A tető erőssége                    | Jó        |

| Összesen:                                       | 4/5   |
| Frontális vezetővédelem:                        | 4/5   |
| Frontaális utasvédelem:                         | 3/5   |
| Oldalirányú vezetővédelem:                      | 5/5   |
| Oldalirányú utasvédelem:                        | 5/5   |
| Oldalirányú vezetővédelem oszloppal ütközéskor: | 3/5   |
| Borulás:                                        | 14,7% |

#### Lopásbiztosság
A Fiat 500-hoz az alapárért cserébe jár központi zár és immobiliser. A kocsit az új autók lopásvédelmével foglalkozó NVSR is megvizsgálta, és a következő eredmények születtek:
| NVSR              | Értékelés |
| ----------------- | --------- |
| Az autó ellopása: | 2/5       |
| Lopás az autóból: | 1/5       |

## Az 500 az Európán kívüli piacokon

### Mexikó

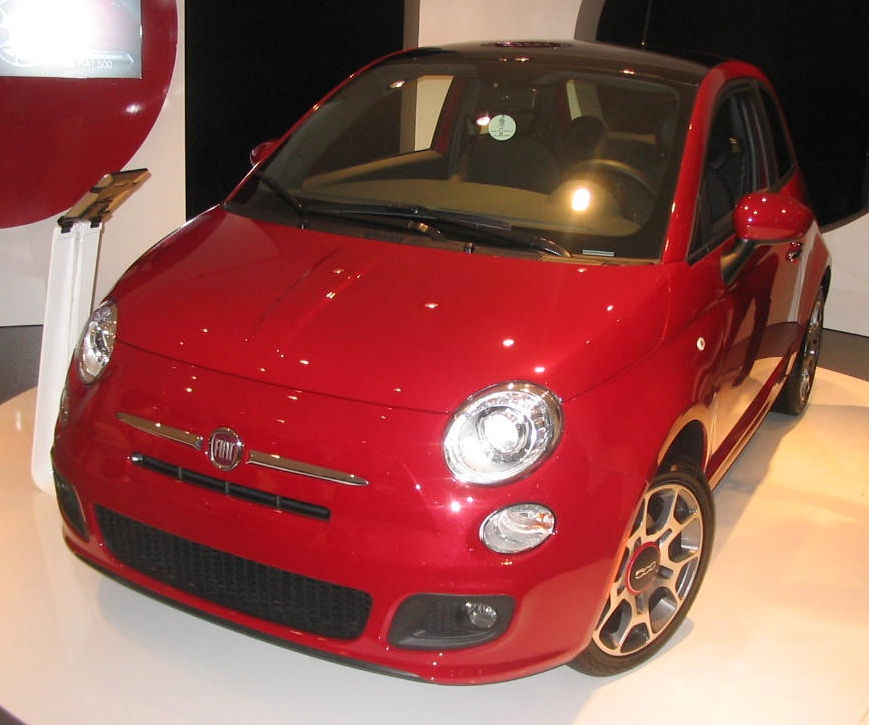
Az Észak-Amerikában eladásra kínált, Mexikóban gyártott változat

Az új Fiat 500-at 2008 szeptemberében mutatták be Mexikóban, 1,4 literes, 16 szelepes, 99 lóerős (74 kW) motorral. A Classic, Lounge és Vintage felszereltségű modellekhez Dualogic, a Sporthoz hatsebességes manuális sebességváltó jár. Az Abarth 500, Abarth 500 Essence és Abarth 695 Triturbo Ferrari változatok független importőrökön keresztül jutnak be az országba. Mexikó lett az első ország az amerikai kontinensen, mely forgalomba hozta az 500-at. Az ottani példányok nagy része Mexikóban, Tolucában készül.

### Észak-Amerika
A Fiat 500 Észak-Amerikában a 2010-es Észak-amerikai Nemzetközi Autószalonon debütált. Az ottani piacokra szánt változatok gyártása 2010 decemberében kezdődött meg, ezzel a Fiat 27 év szünet után visszatért az Amerikai Egyesült Államokba és Kanadába.
A kocsi Pop, Longue, Sport és Turbo felszereltségi csomagokkal kapható és a hagyományos változatokhoz képest több piacspecifikus változtatást is elvégeztek rajta az észak-amerikai bemutatás előtt. Ezek közé tartozik a megerősített karosszéria, a némileg módosított felfüggesztés, a zaj- és vibrációcsökkentés, a BiHalogen fényszórók, az elöl sárga, hátul vörös irányjelzők, a helyi szabályozásoknak megfelelően minden kerékjárati ív peremére elhelyezett fényvisszaverők, az új ABS, az új féknyergek, a 40 literesre növelt üzemanyagtartály, megerősített fűtő- és hűtőrendszer, a némileg átalakított első ülések, az átvariált kormánygombok és kormányzás, a Bose hangrendszer, valamint a kerekebb hűtőrács. A Fiat-Chrysler kétfajta sebességváltóval kínálja az autót, egy módválasztós hatsebességes automatával és egy ötsebességes manuálissal.

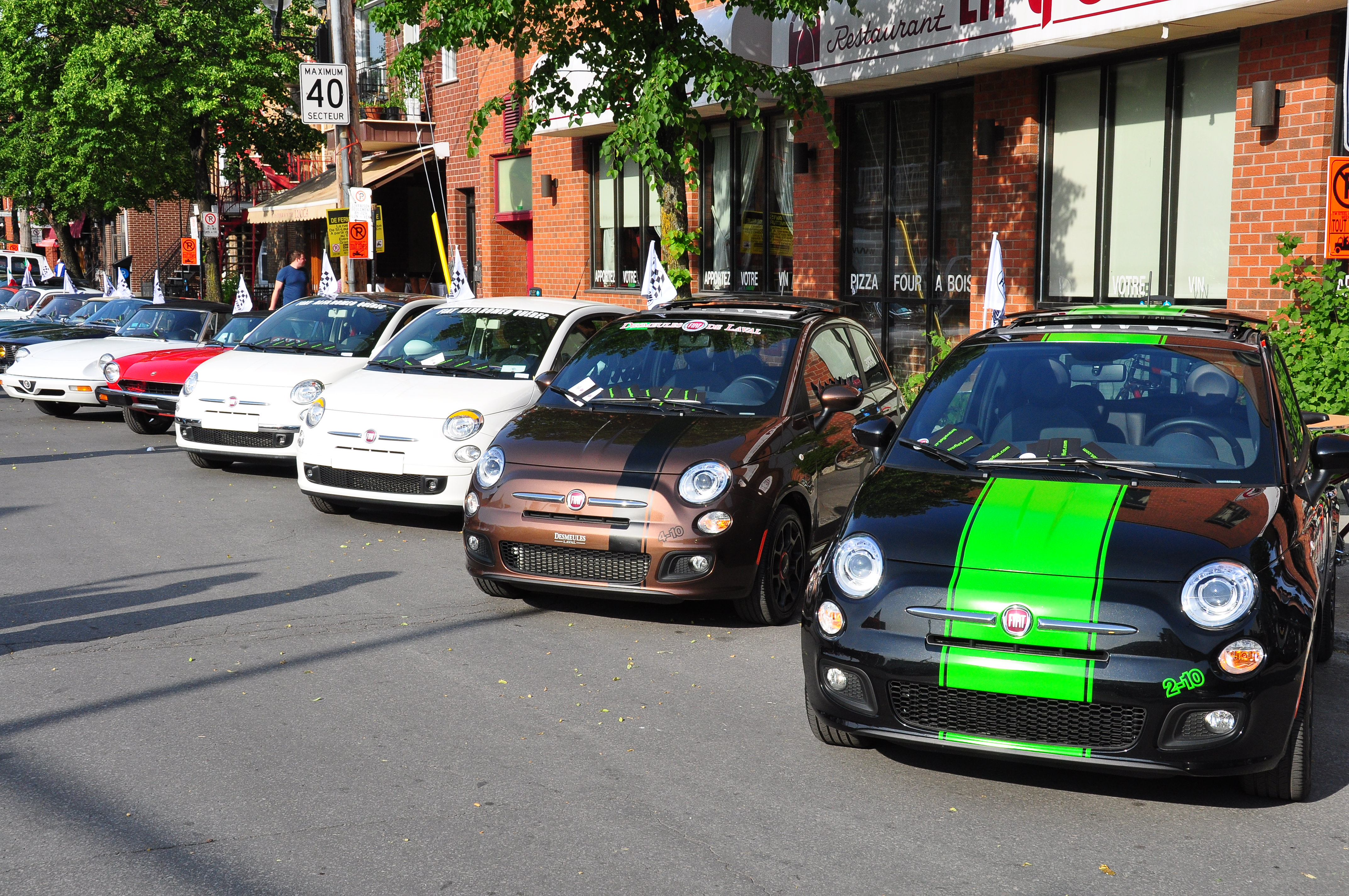
Fiat 500-ak Montréalban, Kanadában

2011 tavaszán az 500C kabrió változat is megjelent Észak-Amerikában, majd az Abarth is bevezetésre került. A kocsikba kerülő 1,4 literes Multiair motort Dundee-ban, Michigan államban gyártják. 101 lóerős (75 kW) teljesítmény és 133 Nm-es nyomaték leadására képes 4000-es fordulatszámon. Fogyasztása az Amerikai Környezetvédelmi Hivatal mérései szerint 6,2 l/100 km autópályán.
Az Amerikai Egyesült Államokban, Kanadában és Mexikóban kezdetektől fogva a Tolucában gyártott darabokat forgalmazzák, Brazíliában és Argentínában azonban egészen 2011 közepéig a Lengyelországban összeszerelt változatok voltak kaphatók.
2015-ben a Fiat 500 minden változatának belseje megújult, emellett megjelent a Pop fölé és a Sport alá pozicionált Easy felszereltségi csomag. Minden modellbe U Connect 5.0BT infotainment rendszer kerül, AM-FM rádióval, iPod/USB csatlakozóval és 3,5 mm-es jack aljzattal. A U Connect rendszer bizonyos funkciói hangvezérléssel is irányíthatók, emellett Bluetooth-os telefonkihangosításra is képes és egy 5 colos érintőképernyővel rendelkezik. Felárért cserébe plusz hat Beats hangszóró rendelhet az autóhoz, csakúgy, mint tolatókamera és -szenzor, valamint GPS navigáció. A SIRIUS-XM műholdas rádió az alacsonyabb felszereltségű modellekhez csak külön rendelhető meg, a magasabb felszereltségi szintek azonban már tartalmazzák.
Az Abarth változatot 2011 novemberében mutatták be az észak-amerikai piacon, a Los Angeles-i Autószalonon. Ebbe a hagyományos 1,4 literes Multiair motor turbófeltöltős variánsa került, 160 lóerővel (119 kW) és 230 Nm-es nyomatékkal. A 2013-as modellévben egy 500 Turbo nevű modell is megjelent. Ebbe szintén turbós 1,4 literes Multiair egység került, de csak 135 lóerőre (101 kW) és 203 Nm-es nyomatékra képes.

## Marketing

### Európai bemutató és népszerűsítő kampány

Lerántják a leplet az új 500-ról Vicenzában, Olaszországban

Az európai bemutatóműsorra Torino Murazzi del Po kerületében került sor, és az a Marco Balich szervezte, aki a 2006-os téli olimpia lebonyolításában is vezető szerepet vállalt. Korábban egyetlen autó bemutatása sem igényelt ilyen komoly szervezői munkát. A show része volt egy látványos és nagyszabású tűzijáték, mely nemcsak az új 500 bemutatását, de az eredeti Fiat 500 bemutatásának 50. évfordulóját is ünnepelte. A shown több híres művész is fellépett, többek között Lauryn Hill és a Mayumana nevű izraeli tánccsoport.
A műsor első része arról szólt, hogy a részt vevő művészek igyekeztek visszaidézni az 1960-as évek egyes emlékezetes jeleneteit. Így például eljátszottak néhány jelenetet Federico Fellini filmjeiből, majd egy Beatles imitátor zenekar játszott, egy Marilyn Monroe hasonmás pedig elénekelte a legendássá vált „Happy Birthday, Mr. President” című számot, némileg módosítva a szöveget „Happy Birthday, dear Cinqecentó”-ra. Emellett néhány versenykerékpár is feltűnt a Giro d’Italiára utalva, a versenyzőket egy Fiat Nuova 500-ból kamerázták, csakúgy, mint az 1960-as években.
A műsort élőben adta az olasz Canale 5 csatorna, valamint a fiat500.com-on is követhető volt az élő videóstream. Utóbbit több, mint százezren nézték.

### Észak-amerikai bemutató és népszerűsítő kampány

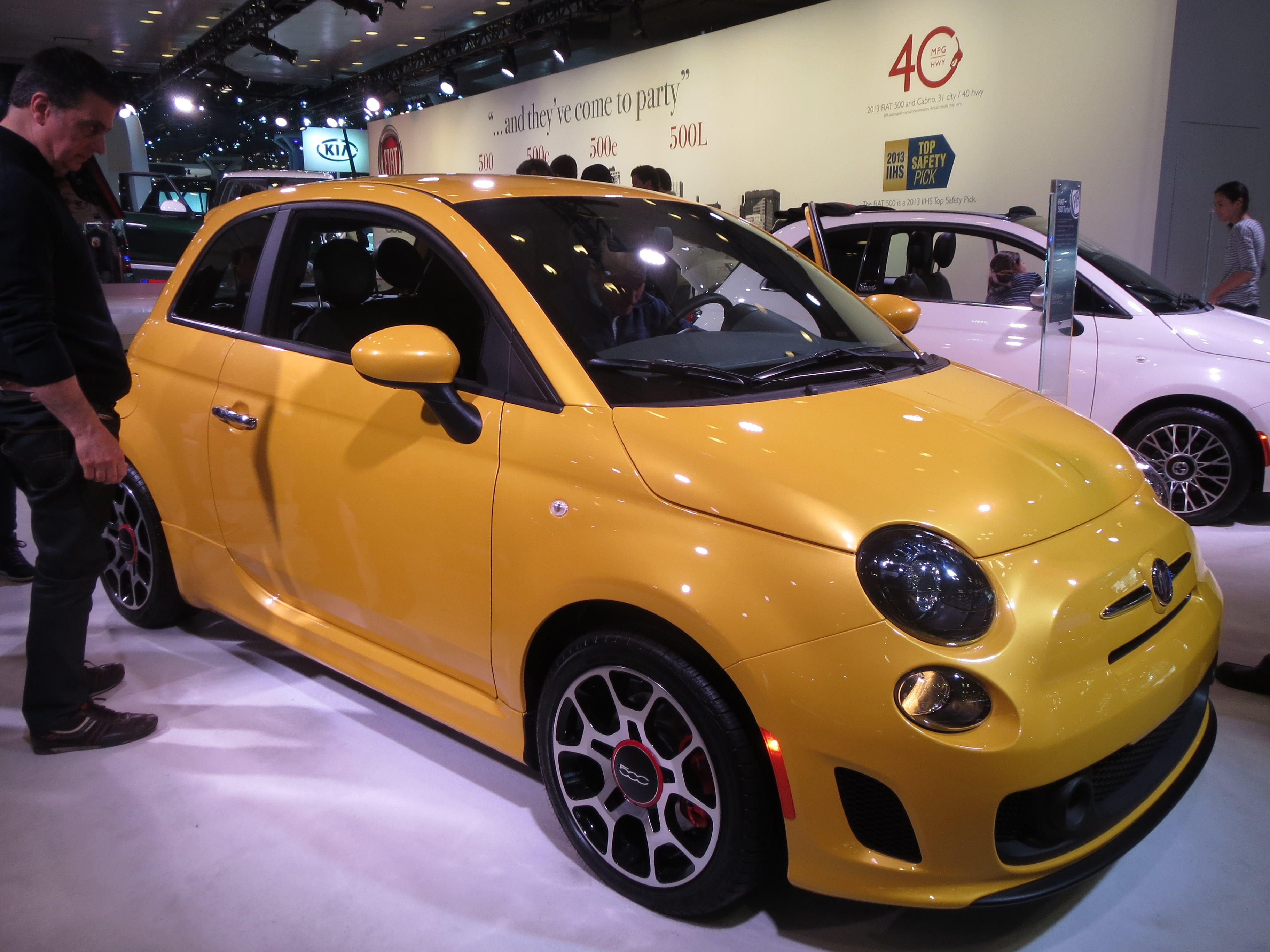
Fiat 500 a New York-i Autószalonon

Az észak-amerikai bevezetőkampány mottója "Simply More" (egyszerűen több) volt, melyet a sajtóanyag így egészített ki: „A Fiat 500-ban megvan minden, amire szükséged van, és semmi, amire nincs. Azt a felfogást testesíti meg, mely szerint az egyszerű dolgok az élet kincsei, valamint azt, hogy egy jó életben az önkifejezésről alkotott kép határozza meg a gazdagság és a teljesség fogalmát.”
A "Life Is Best When Driven" kampány reklámfilmjének főszereplője Jennifer Lopez volt. A kisfilm Bronxban, az énekesnő szülőhelyén játszódott, de valójában egy dublőr vezette az autót helyette, a róla készült közeli felvételeket egy Los Angeles-i stúdióban rögzítették. A reklám jogi botrányt is kavart, mivel a bronxi felvételeken feltűnt egy levédetett falfestmény, melynek felhasználásáért nem fizetett jogdíjat a Fiat-Chrysler. A feleknek végül sikerült peren kívül megegyezniük. J. Lo emellett még több fronton is népszerűsítette a Fiat 500-at, 2011-es, Papi című klipjében egy 2012-es modellévi 500-at vezet, valamint később forgatott még egy 30, illetve 60 másodperces reklámfilmet a Fiat 500 Pop, illetve a Fiat 500C Gucci Edition népszerűsítésére.
Az Abarth változatot bemutató "Seduction" (csábítás) című reklámban már nem Jennifer Lopez, hanem Catrinel Menghia román modell szerepelt, később pedig Charlie Sheen is az autó reklámarca lett.

## Fordítás
- Ez a szócikk részben vagy egészben  a   Fiat 500 (2007) című angol Wikipédia-szócikk fordításán alapul.  Az eredeti cikk szerkesztőit annak laptörténete sorolja fel. Ez a jelzés csupán a megfogalmazás eredetét és a szerzői jogokat jelzi, nem szolgál a cikkben szereplő információk forrásmegjelöléseként.
- Ez a szócikk részben vagy egészben  a   Fiat 500 (2007) című olasz Wikipédia-szócikk fordításán alapul.  Az eredeti cikk szerkesztőit annak laptörténete sorolja fel. Ez a jelzés csupán a megfogalmazás eredetét és a szerzői jogokat jelzi, nem szolgál a cikkben szereplő információk forrásmegjelöléseként.